# Vikingská expanze

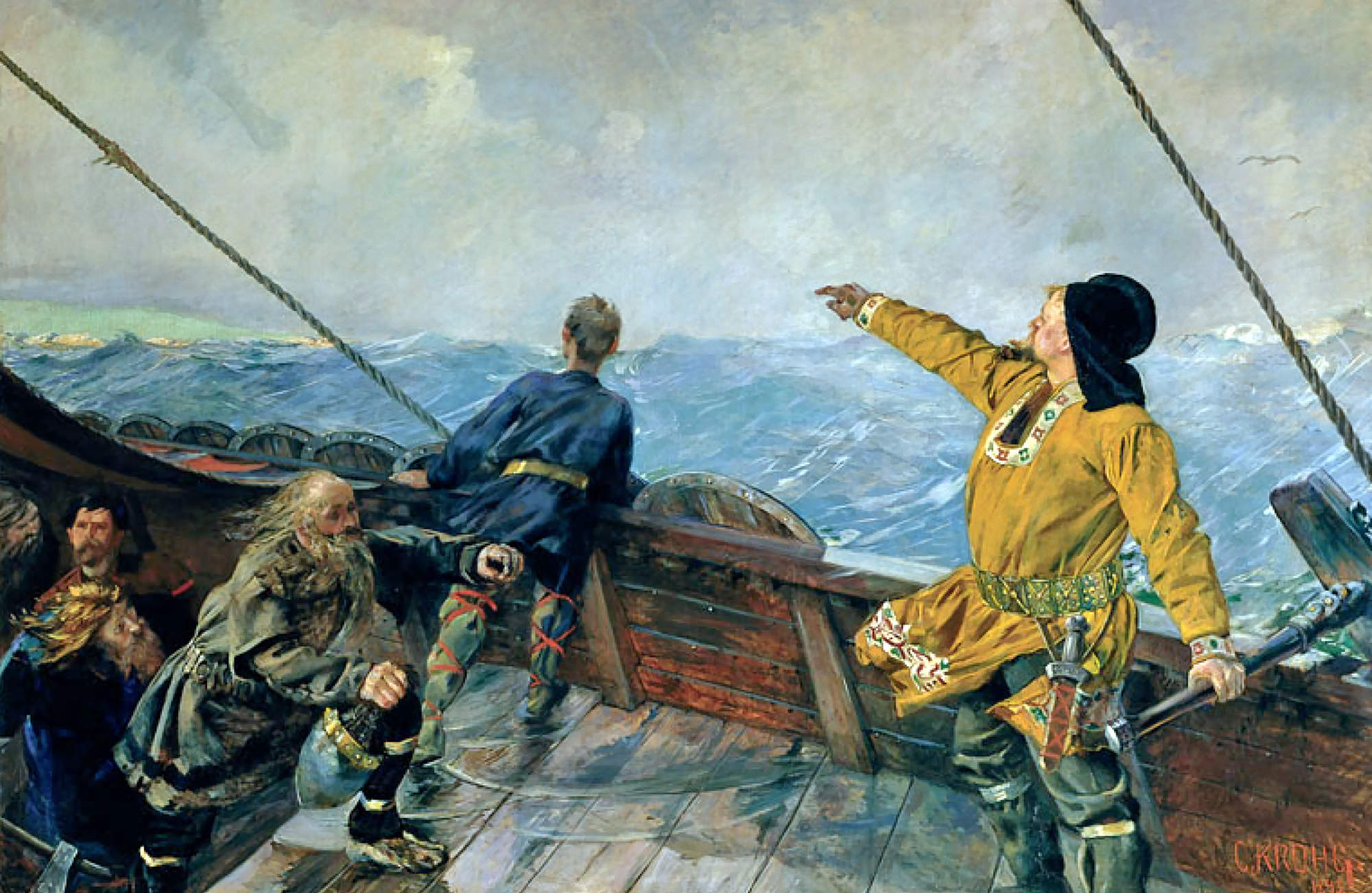
Leif Eriksson objevuje Ameriku

Mapa oblastí skandinávského osídlení ve stoletích 8. (znázorněno rudě), 9. (červeně) a 10. (oranžově). Žlutá barva označuje oblasti dobyté Normany v 11. století. Zelená označuje oblasti vystavené vikinským nájezdům

Vikingská expanze (psáno také vikinská) byla ve středověku velká série expedičních a válečných výprav severských mořeplavců, kupců a nájezdníků známých jako vikingové. Podle původu se dělili na norské, dánské a švédské vikingy. Švédové vedli expanzi východním směrem a vešli ve známost jako varjagové. Za příčiny severské expanze se pokládá zejména nedostatek zemědělské orné půdy a populační boom ve Skandinávii, touha Seveřanů po bohatství a kořisti, případně snaha o vymanění se z područí vlády severských králů, kteří upevňovali svou moc po vzoru vyspělejších států na západě a skrze nucenou christianizaci, často byli krutí ke svým oponentům aj.

## Historie

### Počátky expanze
Počátky cest vikingů jsou datovány do 8. století a trvaly zhruba 500 let. Prvním doloženým nájezdem bylo vyplenění kláštera Lindisfarne v roce 793 n. l. seveřany z Dánska, což bývá proto pokládáno za počátek vikingské expanze. Během následující doby si Normané či vikingové získali pověst obávaných námořních lupičů. Na druhou stranu vikingové rozšířili křesťanství na Island, do Grónska, a také na území Rusi (dnešního Ruska). Jejich lodě dopluly až k břehům Severní Ameriky a vikingové tento kontinent po jistou dobu pravidelně navštěvovali. Důvodem, proč Skandinávci, brzy zvaní Normané, vikingové či varjagové, opouštěli své domovy a vydávali se na moře, na loupeživé výpravy, bylo ustanovení, že na otcovském dvoře mohl hospodařit pouze nejstarší syn. Mladším synům nezbývala jiná možnost, než hledat půdu jinde. Na cesty se ovšem vydávali i nejstarší synové. V tomto případě šlo o zachování nezávislosti. V Norsku se totiž objevily počátky snah o sjednocení osad do větších celků s jediným vládcem. Jednotliví vlastníci půdy se sjednocovali a bojovali mezi sebou o budoucí nadvládu. Ti, kdo nebyli ochotní se podřídit a trvali na zachování své nezávislosti, raději opouštěli svůj majetek a odcházeli na moře. Výpravy podnikali na malých, plochých člunech, které jim poskytovaly mnohé výhody. Jejich lodě byly rychlé na moři i na řekách ve vnitrozemí, což jim poskytovalo možnost zvolit pro svůj útok čas i místo. Díky lodím bylo snadnější odvézt nejen uloupené zboží, zlato, ženy či otroky, ale i své vlastní raněné. To zase posilovalo morálku mužů.

### Cesty vikingů na východ

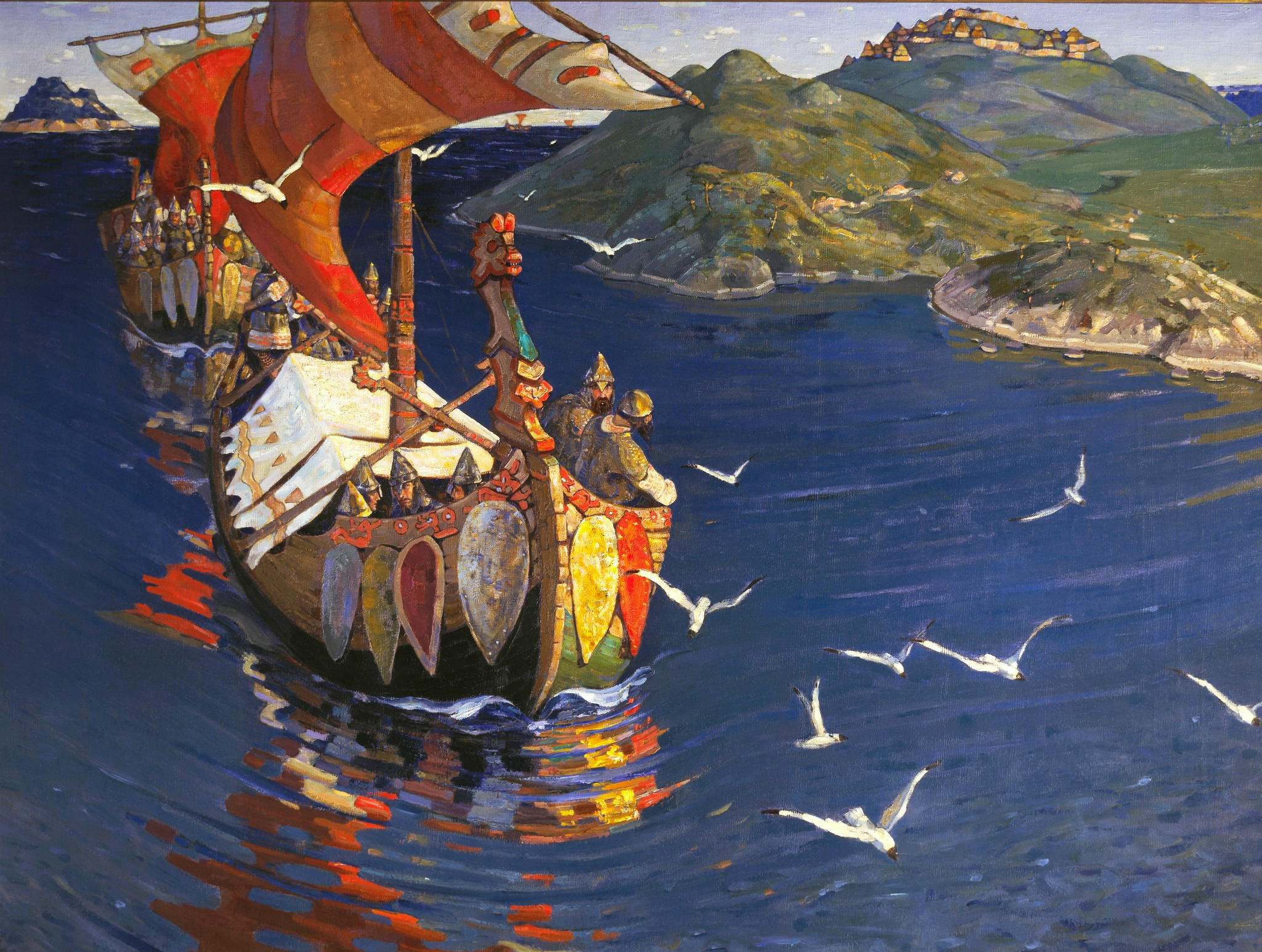
Hosté ze zámoří, Nikolaj Rerich (1899)

Na území dnešního Ruska pronikly vikinské lodě nejdále do vnitrozemí. Na počátku 9. století žilo na severu Ruska obyvatelstvo převážně finské, na jihu pak různé polokočovné národnosti, vprostřed pak bylo obyvatelstvo slovanské. Vytvářely se malé státy: stát Chazarů mezi Černým a Kaspickým mořem, říše Bolgarů na střední Volze, či malé městské státy kolem starých obchodních center jako byl Kyjev. Všechny tyto malé státy měly mezi sebou stálé neshody: Nestorova kronika praví okolo roku 862:
| „ | Nebylo mezi nimi jednoty, pravdy ani spravedlnosti. Jeden rod povstával proti druhému, vznikl vnitřní nesvár a počali se navzájem potírat. A tu se mezi sebou usnesli: zvolíme si mezi sebou knížete, jenž by nám vládl a nás soudil. A šli přes moře k varjagům... a Čudové (Finové), Slované, Krivičové a Vesové pravili k varjagům: Naše země je velká a úrodná, ale není v ní pořádek; pojďte a vládněte nám jako knížata. A vydali se na cestu tři bratři se svými rody a vzali s sebou jiné varjagy a přišli ke Slovanům. Nejstarší z nich - Rurik- se usadil v Novgorodu, druhý – Sineus – u Bílého jezera a třetí Truvor – v Izborsku. | “ |

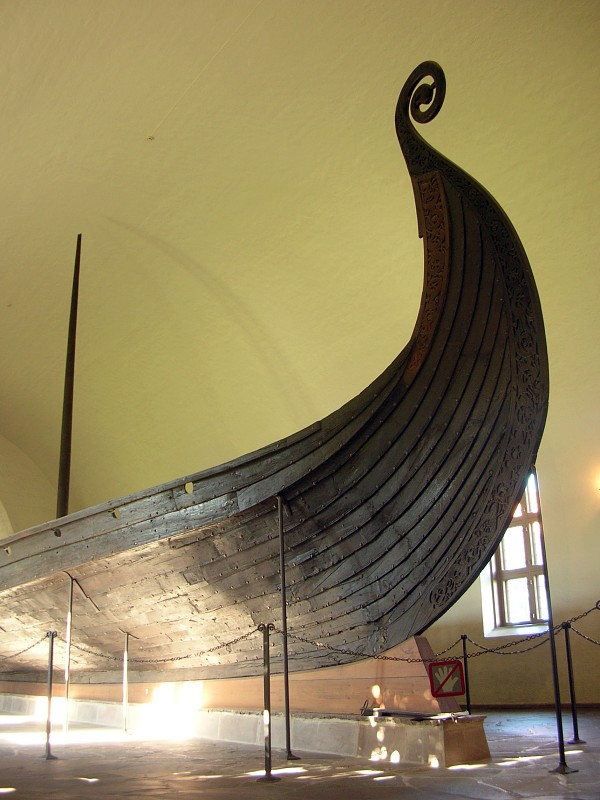
Vikinská dlouhá loď v muzeu v Oslu

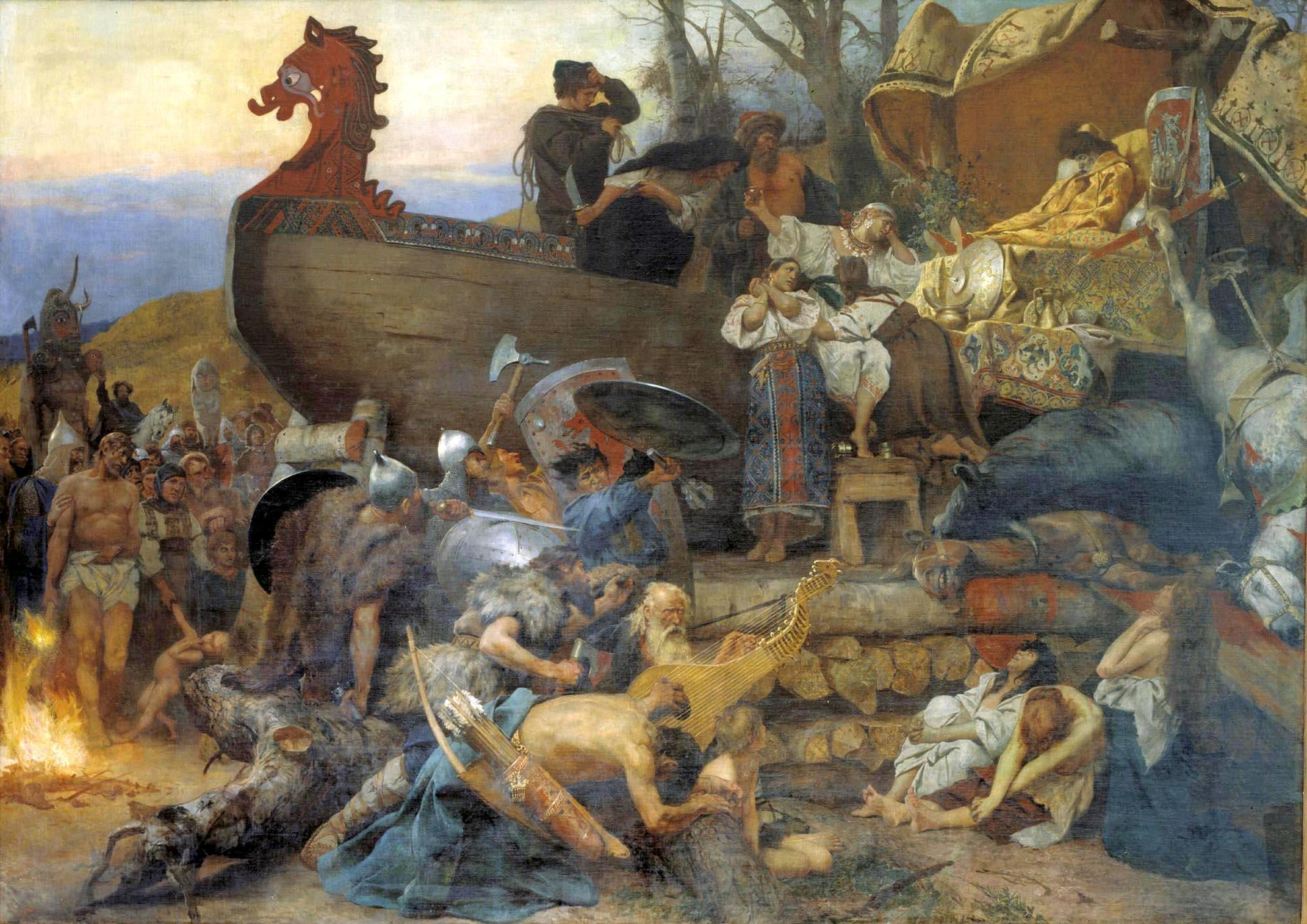
Pohřeb ruského (varjažského) náčelníka, jak ho popsal arabský cestovatel Ibn Fadlán, který v 10. století navštívil severovýchodní Evropu. Henryk Siemiradzki (1883)

Tento neznámý kyjevský mnich, zvaný tradičně Nestor, uvádí, že varjagové byli ve své vlasti – ve švédské oblasti – zváni Ruotsi – veslaři. Odtud tedy název oblasti kolem Novgorodu – Rusko. V arabských a židovských cestopisech z té doby značí název Rus vždy pouze pobaltské vikingy. Celý historický proces pravděpodobně neprobíhal tak, jak je líčeno v kronice. Byli-li varjagové do země povoláni, pak jistě jako válečníci, aby pomohli k vítězství některému z kmenů. Posléze si podrobili nejen nepřátele, ale i spojence. Pro malé lodě vikingů byla zem mezi Finským zálivem a Azovským mořem ideální. Krajina je plochá, má jen jedinou vrchovinu a tou je Valdajská vrchovina o nadmořské výšce 340 metrů a je obklopena plně splavnými řekami. Varjagové tak mohli pohodlně cestovat po širokých ruských řekách po proudu i zpět. Podél řek v jižním Rusku žili ve starých slovanských městech už nejméně půl tisíciletí lidé. Probíhal zde čilý obchod mezi slovanskými městy ležícími podél řek a černomořskými řecko-římskými kulturami. Skytové a Gótové tuto kulturu přejímali a Slovanům ji předávali. Proto byla kulturní úroveň zdejších obyvatel vyšší, než úroveň válečníků ze severu. Vikingové ovšem rádi a rychle uvykli blahobytnému životu. Severští válečníci se dostali na svých lodích od Baltského moře až k Bolgarům na Povolží, do míst dnešních měst Kazaň, Uljanovsk – dnes opět Simbirsk, Ufa. Dopluli k Chazarům a jejich židovsko-turecký státní útvar si podrobili. Dorazili až k pobřeží Černého moře a ohrožovali císařské město Byzanc. Jejich cesty využívající vodní toky je vedly dokonce k domněnce, že Evropa je ostrov obklopený mořem. Abú al-Hasan Alí ibn al-Husajn ibn Alí al-Mas'údí, arabský historik a cestovatel napsal ještě v desátém století:
| „ | V zemi Slovanů se nalézá sladkovodní moře do něhož vjíždějí lodi ze severu a jehož proud teče na jih. Mají ještě druhé moře, tekoucí od západu k východu a spojující se s třetím mořem, které přitéká z kraje Bolgarů (Slované); mají velké množství řek, zejména na severu jejich země. nemají však moře, jehož voda by byla slaná. Země Slovanů se rozprostírá od Černého moře až k severnímu oceánu. Kmeny ze severu (vikingové) se zmocnili několika slovanských kmenů a nyní bydlí všichni společně; neboť Slované se skládají z velmi mnoha kmenů...Obecně jsou Slované statečným a útočným lidem a nebýt jejich rozdrobenosti...žádný lid na světě by se s nimi nemohl měřit silou. Obývají městy a potravinami nejbohatší země světa. Provozují zemědělství a své živobytí si opatřují dovedněji než mužové ze severu. Své zboží posílají po vodě i po souši na sever až do Skandinávie a na jih až do Cařihradu. I největší kmeny Seveřanů, bydlících mezi Slovany, mluví nyní slovansky, protože se se Slovany smísily. | “ |

Potomci varjagů vládli v zemi ještě 700 let (dynastie Rurikovců). Nejúspěšnějším z varjagů byl bezesporu Rurik. Když v noci ze 6. na 7. ledna 1598 zemřel duševně chorý car Fjodor Ivanovič, skončila vláda Rurikovců v Rusku po třech čtvrtích tisíciletí.

### Cesty vikingů na západ

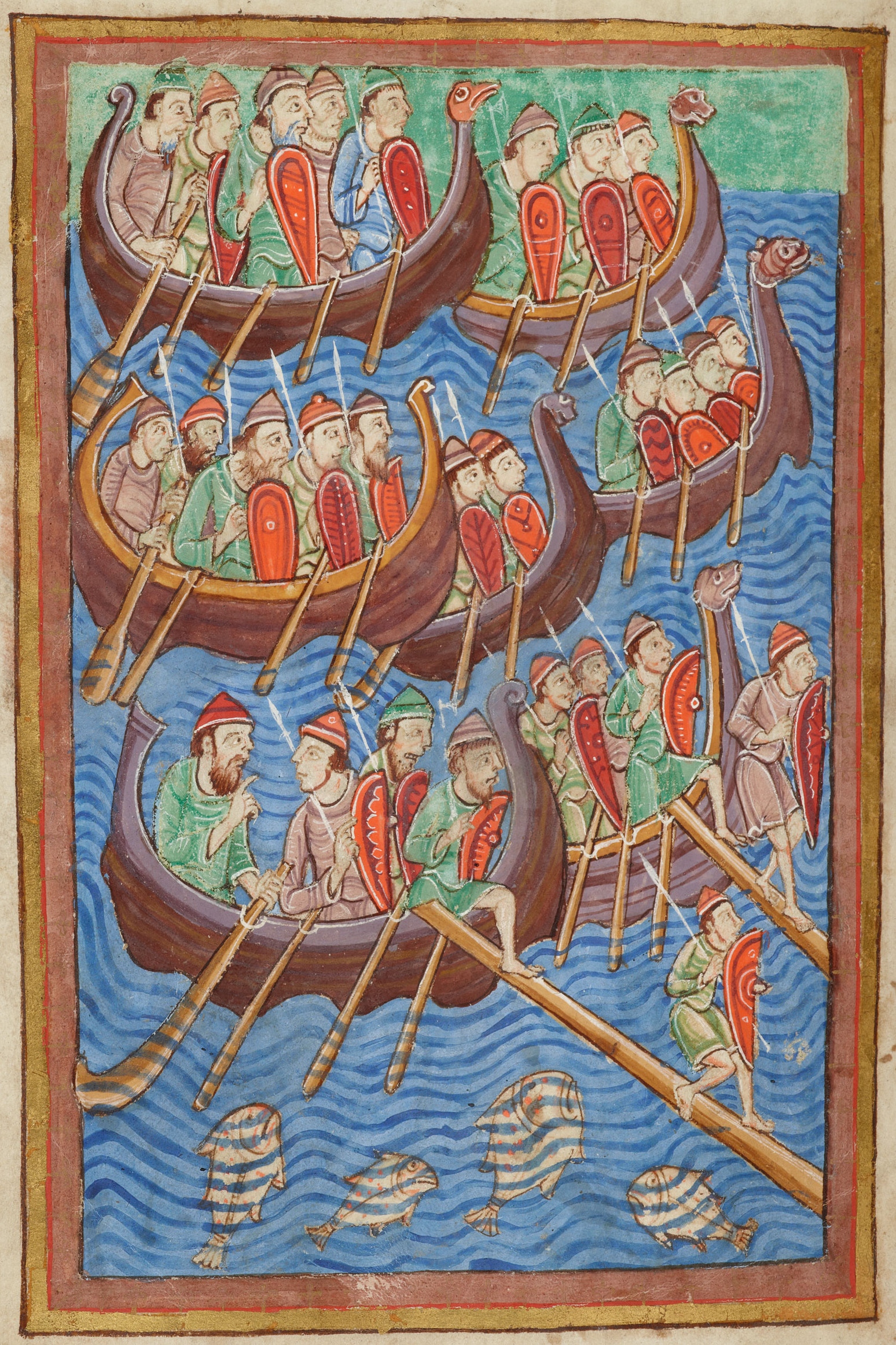
Invaze dánských vikingů na ilustraci z 12. století

Historie vikingských výprav na západ začala Haraldem Krásnovlasým. Ten si v roce 872 podrobil v bitvě u Hafrsfjordu malá norská knížata. V roce 874 dorazil na Island norský velkostatkář (lze ho snad označit jako šlechtice) Ingólfr Arnarson se svou čeledí a brzy ho následovaly i další rody, které se nejspíše odmítaly podrobit Haraldově nadvládě. Pro počátky osídlení Islandu existují jasné důkazy, ale kdo tento ostrov objevil jako první, je nejisté. Snorri Sturluson, zavražděný svým politickým protivníkem roku 1241, sepsal islandské a norské báje a tím si zajistil vlastní nesmrtelnost. Ve svém díle Landnamabok píše:
| „ | V knize „O duchu času“ (De ratione temporum), kterou napsal mnich Beda (Beda Venerabilis), je zmínka o ostrově jenž se nazývá Thule. V knihách se praví, že leží šest dní plavby na sever od Británie; tam, jak praví Beda, není v létě noci a v zimě dne ...proto se domnívají učení mužové, že ostrovem Thule může být míněn jen Island. | “ |

Z těchto informací a také z nálezů irských knih a také kostelních zvonů je patrno, že na Islandu už před vikingy žili irští křesťané, pravděpodobně mniši. Existence ostrova byla tedy obecně známa. Před klimatickou změnou ve 14. století byl Island zalesněnou krajinou s horkými prameny. V poslední čtvrtině 9. století začalo osídlování Islandu, způsobené složitými dějinami Skandinávie. Na malý ostrov přesídlovali noví a noví lidé, až se ostrov tak zalidnil, že se mohl stát výchozím bodem pro další výpravy na západ. Přišel čas pro Erika Rudého, sedláka z Haukadalu, ležícího v jednom ze západních islandských zálivů. Erik byl nejspíše násilné povahy, navíc zdědil mnoho sporů po otci a dědovi. A tak když zabíjení bylo už moc, byl v prvních měsících roku 982 byl dán do klatby i se svou čeledí a na tři roky vypovězen z Islandu. Landnamabok píše:
| „ | Erik vybavil loď v zálivu u něhož byl jeho dvůr... Pravil svým přátelům, že hodlá hledat novou zemi na druhé straně skalnatých ostrůvků, jež spatřil Gunnbjôrn, syn Ulfa Krakese, západně od Islandu. Utěšoval své přátele, jejichž pozice byla jeho odchodem citelně oslabena, a slíbil jim, že se vrátí, jakmile najde zemi. | “ |

Erik Rudý se na Island vrátil po uplynutí doby vyhnanství, tedy po roce 985.
Opět Landnamabok:
| „ | Mužové, kteří to jistě vědí, říkají, že onoho léta vyjelo z Breidafjordu (na západním Islandu) do Grónska 25 lodí. Ale jen 14 lodí dosáhlo cíle. Některé byly zahnány zpět na Island, jiné se potopily ve vlnách. Bylo to čtrnáct či patnáct zim předtím, než křesťanství přišlo na Island. (v roce 1000). | “ |

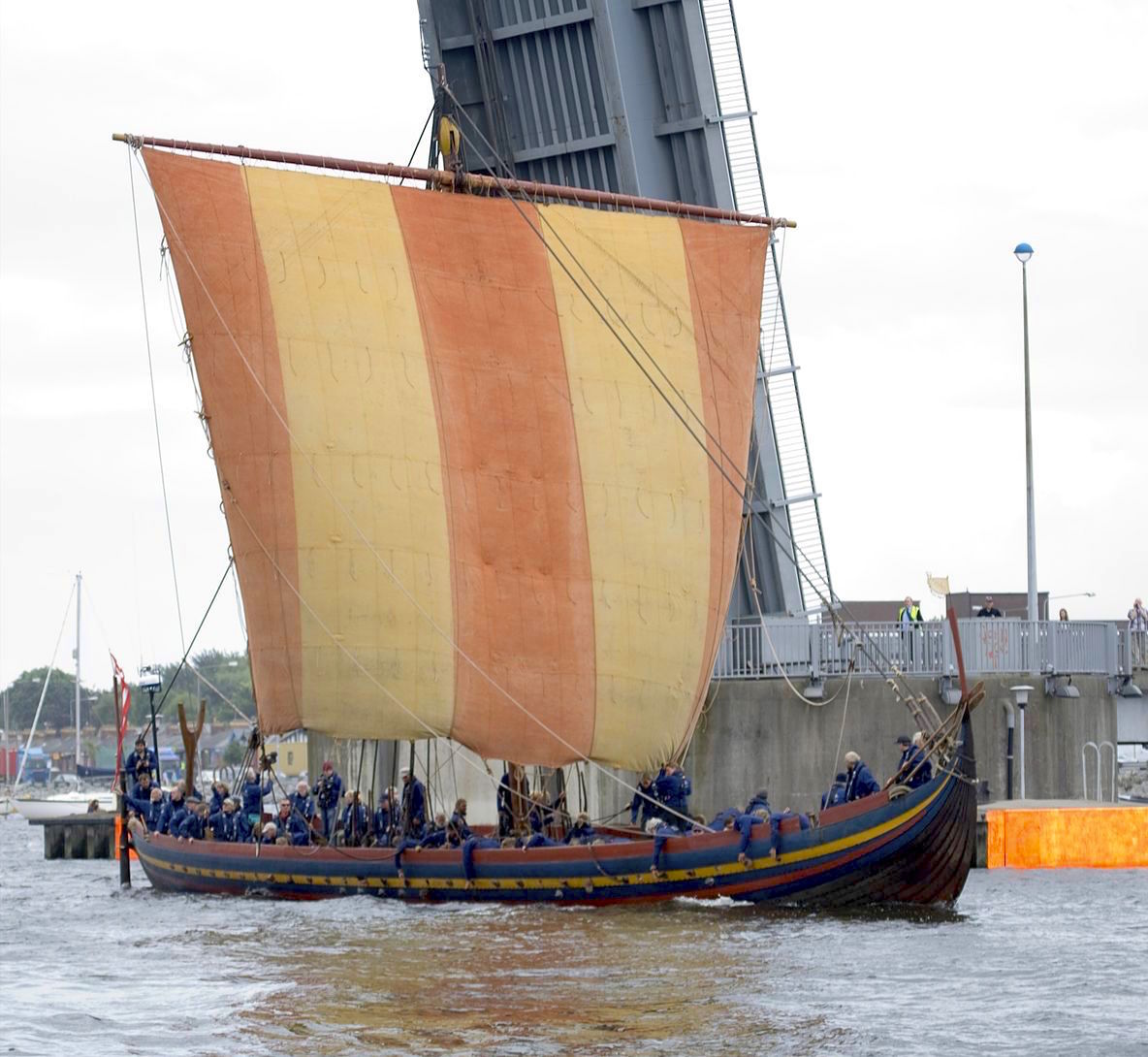
Replika vikinské dlouhé lodi

Erikovým přítelem na plavbě byl sedlák Herjúlf. Společně vybrali vhodné fjordy a založili dvě osady, jichž se stali náčelníky. Erik osadu Eystri byght (Východní osada), chráněnou před nepřízní pohořím a Herjúlf jižněji osadu Vestri byght (Západní osada). Obě osady byly založeny na mírném jihozápadním pobřeží Grónska. Život na grónském pobřeží byl těžký, ale na to byli osadníci zvyklý z Islandu. Problémy byly nejen v neustálých bojích s původními obyvateli, tedy Eskymáky, ale i s nedostatkem dřeva na topení, železa a dřeva na nářadí a stavbu domů a stájí. I přesto v době prosperity měla Východní osada sto devadesát dvorců a dvanáct kostelů. Západní osada devadesát dvorců a čtyři kostely. Odhadem žilo v Grónsku asi deset tisíc obyvatel, kteří udržovali obchodní styk se svou původní vlastí. Roku 1261 se Grónsko dostalo pod norskou nadvládu. Norská koruna si nárokovala monopol na obchod s Grónskem, což časem vedlo k přerušení obchodních cest skotských a anglických mořeplavců. Grónsko zůstalo naprosto závislé na Norsku. To bylo ale příliš malé, chudé a hlavně nemělo zájem starat se o grónské osadníky. Vzhledem ke krátkému létu a značné vzdálenosti nebylo zcela jistě Grónsko nikdy závislé pouze na zásobování z dovozu. Hlavní příčinou konce osad v Grónsku je klimatická změna, přicházející ve 14. století, kdy už nebylo možné chovat dobytek a zemědělské výnosy poklesly. Další příčinou pak byly nevyhnutelné sňatky mezi příbuznými při stále se zmenšujícím počtu obyvatel. Důkazy o neutěšené situaci posledních osadníků se našly v hrobech odkrývaných od 18. století v Grónsku. Kosti vykazovaly známky podvýživy, v hrobech nebyl nalezen muž dosahující i jen střední tělesné výšky. To je pravděpodobný důvod, proč osadníci nebyli schopni plně kolonizovat nově objevenou zemi, a proč se rozhodli hledat novou zem, s lepšími podmínkami pro život.

### Bjarni Herjólfsson
Je nepochybné, že Bjarni Herjólfsson a jeho rodina jsou historické osoby, o Bjarnových dalekých plavbách se zmiňují mnohé spolehlivé historické prameny. A je také velmi pravděpodobné, že Bjarni a jeho lidé byli první, kteří spatřili americkou pevninu. Bjarniho rodina odešla s Erikem Rudým do Grónska v době, kdy Bjarni byl na cestách za obchodem. Po svém návratu zjistil, že jeho rodina je v Grónsku. Rozhodl se odplout za nimi i se svými lidmi. Cesta začínala dobře, ale po třech dnech se počasí velmi zhoršilo, vál silný vítr, padla mlha. Mořeplavci netušili, kam je počasí zahnalo. Když se počasí zlepšilo, spatřili na obzoru pás pobřeží. Připluli blíž a viděli, že zde les sahá až k moři. Bjorni nenechal lodě přistát, usoudil, že to nemůže být Grónsko. Erik totiž po svém návratu na Island vyprávěl, že na nové zemi sahají obrovské ledovce až do moře. Nakonec se Bjarni na Island šťastně dostal. Ale informace o lesnaté zemi na jihozápadě už mezi osadníky kolovala. Vzhledem ke zhoršujícím se životním podmínkám v Grónsku učinili rozhodnutí vyhledat tuto zemi plnou dřeva. Na plavbu se vydal syn Erika Rudého Leif Eriksson. Možná cítil zodpovědnost za obtížnou situaci, do jaké dostal osadníky jeho otec.

### Leif Eriksson

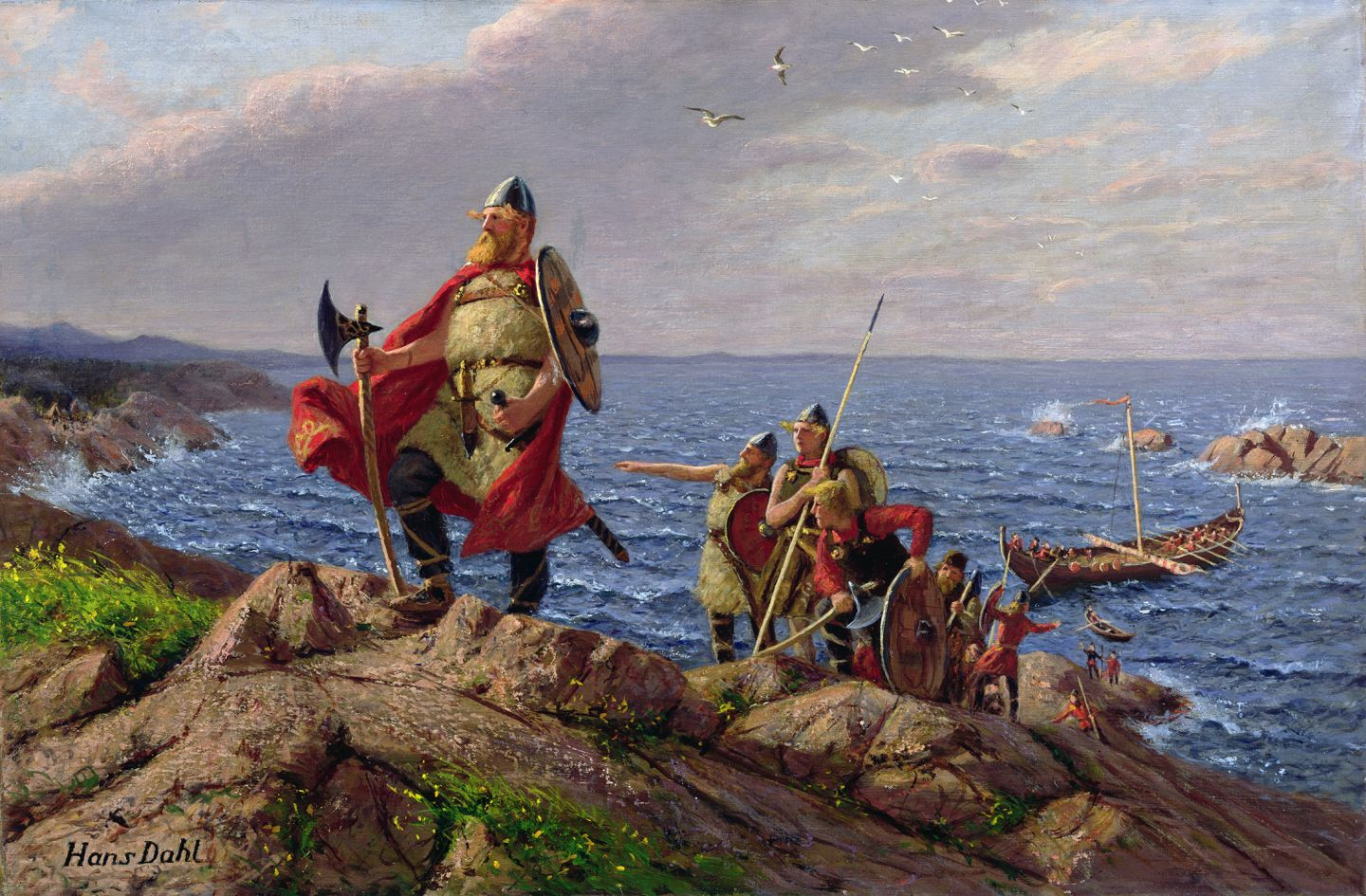
Leif Eriksson objevuje Ameriku, Hans Dahl

Zpráva o Leifově cestě, která je datována kolem roku 1000, se dlouho uchovávala v Grónsku v ústním podání. Následující výňatek byl koncipován podle této zprávy. Je to bezesporu první zpráva o objevení Ameriky před Kolumbem.
| „ | Leif a jeho druhové nastoupili na loď. Dohromady to bylo 35 mužů. Mezi nimi byl i jeden Němec, jmenoval se Tyrkir. Vybavili loď a když byli hotovi, vypluli. Nejprve připluli k zemi, kterou Bjarni spatřil jako poslední. Připluli blíže, spustili kotvy a nastoupili do člunu, s nímž veslovali k pevnině. Od břehu až k ledovcům bylo všechno samý kámen a zdálo se, země nemá lidem vůbec co nabídnout. Protože jsme na tuto pevninu vstoupili, musíme jí dát také jméno, pravil Leif. Nazvu ji Helluland. | “ |

 (Helluland je možno přeložit jako země s plochými kameny.) 
| „ | Nato se vrátili k lodi, Pluli dál a dostali se k jiné zemi. Zakotvili znovu, vysadili člun a přistáli. Zde se rozprostíraly u moře bílé písečné pruhy; dále za nimi začínal les. Ale i tato krajina byla plochá a její břehy nikde nespadaly srázně do moře. Tu pravil Leif: Této zemi dáme jméno Markland. Poté veslovali rychle zpět ke své lodi. | “ |

(Markland znamená lesnatá krajina)
Zpráva dále popisuje jejich cestu podél pobřeží, až našli kraj, ve kterém se rozhodli přezimovat. Tyrkir dokonce objevil vinnou révu a hrozny. Jako Němec tuto rostlinu znal, Gróňané by ji těžko poznali. Leif pojmenoval zemi Vinland – Vinná země. S jarem naložili lodě dřevem a vinnými hrozny a vrátili se domů. Důkazem o této výpravě je vikinský hrob nalezený pracovníky Archeologického ústavu v Torontu v kanadské provincii Ontario a vikinská osada v severní oblasti Newfoundlandu. Další plavby, které grónští vikingové a Norové na tento kontinent podnikali, směřovaly vždy do těchto míst, nazývaných Vinland. Důkazem o tom, že Leif skutečně chtěl přinést do Ameriky křesťanství, je záznam z islandských análů z roku 1121, že Vinland navštívil biskup Erik z Grónska. Není známo, jak mise biskupa Erika ve Vinlandu skončila, nejspíše neblaze, neboť o dva roky později, v roce 1123, grónští osadníci žádali v Norsku o vyslání nového biskupa do Grónska. Do Norska byl vyslán pro biskupa muž jménem Einar Sokkison. Ten přivezl nového biskupa, vysvěceného v Lundu.

### Thorwald Eriksson
Thornwald byl Leifův bratr a tedy syn Erika Rudého. Dorazil do Vinlandu krátce po Leifovi a přezimoval v jeho chatách. O těchto cestách biskup Erik věděl, neboť Thornwaldovi lidé vyprávěli o prvním střetu s Indiány (zřejmě míšenci mezi Eskymáky a Indiány), které nazývali Skrälingy. V ságách je také zaznamenáno smrtelné zranění Thorwaldovo a vyprávění o jeho hrobě na mysu Grosness, označeném dvěma kříži. Thorwald byl velmi pravděpodobně první běloch zabitý na novém kontinentě. Ságy dále vyprávějí o největší známé expedici z Grónska do Severní Ameriky. Vyprávějí o cestě Thorfinna Karlseffniho a jeho ženy Gudridy. Na cestu se s nimi vydalo šedesát mužů, pět žen a mnoho domácího zvířectva. Jeho výprava byla úspěšná, navázal obchodní styky s tamními Indiány, se kterými měnil kožešiny za sýr. Jeho žena porodila na americkém kontinentu dokonce syna, dostal jméno Snorri. Po návratu doplul Thorfinn s bohatým nákladem kožešin až do Norska. Vinland se stal známým jak v Grónsku, tak na Islandu a v Norsku. Ne všechny expedice byly tak úspěšné. Výprava vedená bratry Helgim a Fingobim skončila smrtí v bojích s Indiány. Neustálé šarvátky s Indiány byly nejspíš důvodem, proč se nevytvořila stálá a pevná vikinská kolonie na americkém kontinentu.

### Zánik vikinských osad v Grónsku
Zhoršení klimatu ve 14. století přineslo nejen snížení zemědělských výnosů a omezené možnosti chovu dobytka, ale i změnu podmínek života mořských živočichů. Vikingové byli odkázáni stále více na rybolov. Moře jako zdroj potravin bylo zásadní i pro Eskymáky. Ti byli nuceni přesunout svá loviště více k jihu a docházelo k prvním střetům. Eskymáci přepadali osamělé dvorce, vikingové tedy opustili severně ležící západní osady a pokusili se dostat do osad ležících jižněji. Roku 1341 byl do Grónska vyslán z Norska kněz Ivan Bardsen. Zpráva, kterou o Západní osadě podal na norském královském dvoře roku 1348: 
| „ | Všude je pustina... Skrälingové celý Vestri byghd vyplenili... pobíhají zde jen kozy, koně, dobytek, vše divoké... žádný člověk, ani křesťan, ani pohan... | “ |

Několik let po Bardsenově návratu byl vydán královský výnos, podepsaný kancléřem Ormem Östeinssonem, přikazující vyslat záchrannou expedici pro grónské osadníky. Zda důvodem pro změnu postoje Norska, které do té doby bylo lhostejné k situaci v Grónsku, a dokonce jevilo snahu omezovat obchod s kolonií, byla Bardsenova zpráva či mor, decimující obyvatele Norska a prohlašovaný za trest Boží, je nejasné. Norsko-švédskou expedici vedl Poul Knutson, který vyrostl na malém ostrůvku u Bergenu a byl zkušeným mořeplavcem. Jejich loď, nazvaná Knarre, vyplula z přístavu v Bergenu roku 1355. Soudí se, že expedice dorazila nejprve na Island a poté do Grónska. Úkolem expedice bylo získat informace o emigraci části vikingů z Grónska a jejich odpadlictví od křesťanské víry a tedy zachránit jejich duše. Podle análů biskupa ze Skalholtu z roku 1342 totiž:
| „ | Obyvatelé Grónska dobrovolně odpadli od pravé víry ... zanechali dobrých mravů a ctností a sloučili se s kmeny divochů... | “ |

Po vyplutí už o expedici nikdo neslyšel až do roku 1908. Podle teorie dokládané nálezy v severní Americe, zejména tzv. Kensingtonským kamenem, dorazila výprava skutečně až na americký kontinent. Zpět do Norska se vrátilo pouze deset mužů, kteří hlídali loď v ústí řeky Nelson. Loď Knarre se potopila v roce 1369 cestou z Grónska do Norska. Poul Knutson zemřel na Vinlandu nebo na jezeře Cormorant. Roku 1379 boje mezi vikingy a Eskymáky definitivně ukončily existenci posledních opěrných bodů vikingů v Grónsku. Vikingské cesty na západ skončily a vikingové na východě splynuli s původním obyvatelstvem.